# Seestraße (stacja metra)
Seestraße – stacja metra w Berlinie na linii U6, w dzielnicy Wedding, w okręgu administracyjnym Mitte. Znajduje się przy skrzyżowaniu ulicy Seestraße z Müllerstraße.

## Historia i opis
Budowa stacji rozpoczęła się w 1912 roku, jako przystanek końcowy Nord-Süd-Bahn (obecnie U6). Otwarcie odcinka Seestraße - Hallesches Tor planowano na rok 1917, jednak ze względu na I wojnę światową, straty przez nią wywołane oraz inflację, budowę przerwano. W 1921 ponownie rozpoczęto prace budowlane. 8 marca 1923 stację oddano do użytku.
Stacja, planowana początkowo jako dworzec końcowy, posiadała dwa perony środkowe i cztery tory. Peron wschodni służył obsłudze ruchu publicznego, natomiast zachodni, oddzielony wraz z torami ścianą, służył pociągom jadącym do znajdującego się za stacją warsztatu, a w przyszłości miały z nich korzystać pociągi jadące w kierunku dzielnicy Tegel. 
W 1929 roku ruszyły prace nad przedłużeniem linii na północ, z powodów finansowych wkrótce zostały zatrzymane. Dopiero w 1953 roku znów rozpoczęto budowę, w ramach której w 1955 roku całkowicie przebudowano stację. Usunięto ścianę pomiędzy peronami, zdemontowano dwa tory, a dotychczas nieczynny peron stał się ogólnodostępny. Perony przedłużono z 80 m do 110 m. Ściany wyłożono żółtymi płytkami, wykonano podwieszany sufit. W tej formie stacja funkcjonuje do dziś.